# Matemáticas y arquitectura

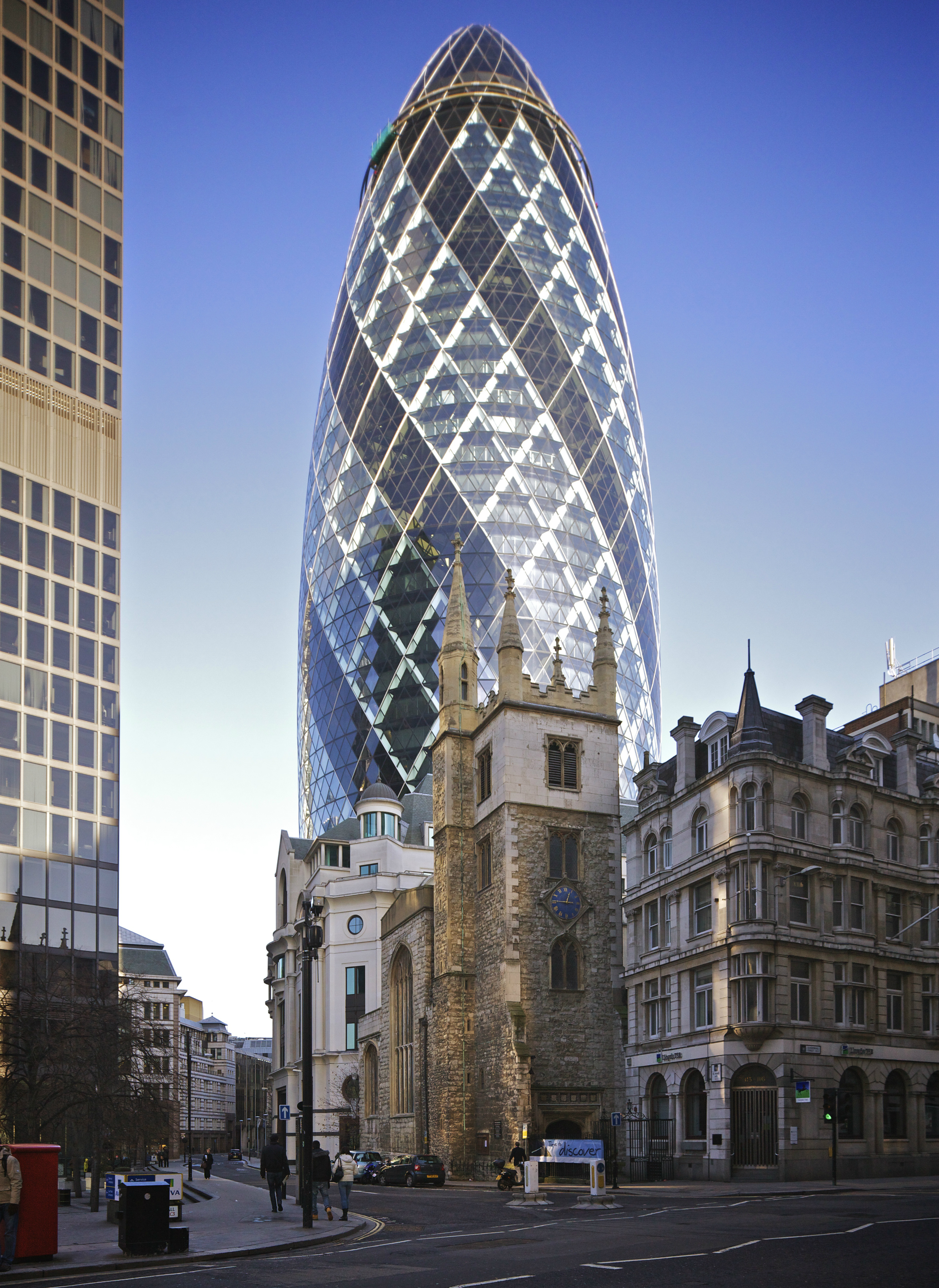
"The Gherkin", 30 St Mary Axe, Londres, completado en 2003, es un sólido de revolución diseñado paramétricamente

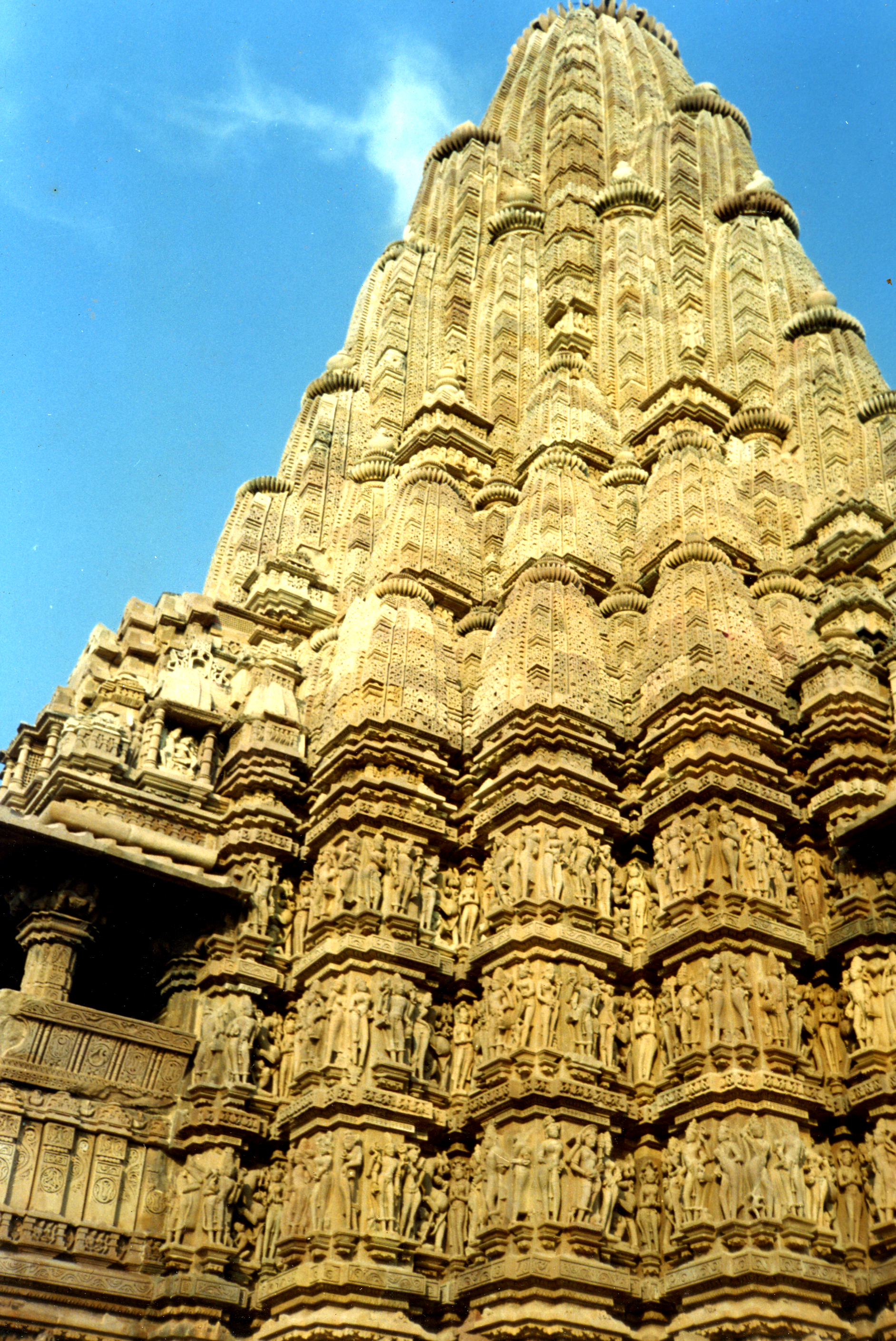
Templo Kandariya Mahadev (c. 1030), Khajuraho, India, es un ejemplo de arquitectura religiosa con una estructura similar a un fractal, que tiene muchas partes que se asemejan al todo

Matemáticas y arquitectura están relacionadas, ya que los arquitectos (al igual que otros artistas) se sirven de las matemáticas en su actividad por varias razones: además de las matemáticas necesarias para el cálculo y el diseño estructural de la futura construcción, su trabajo está íntimamente relacionado con la geometría que se requiere para definir la forma espacial de un edificio. Ya desde la época de los pitagóricos (siglo VI a. C.), se consideraba que para crear formas armoniosas de los edificios y de su entorno, se debía recurrir a principios matemáticos, tanto por planteamientos estéticos como en ocasiones religiosos. También ha sido habitual decorar edificios con motivos geométricos, incluyendo todo tipo de teselados. Otro aspecto importante es la vinculación con el diseño arquitectónico de los cálculos precisos para optimizar la estructura de un edificio, ajustando las dimensiones de sus elementos constructivos (vigas, pilares, arcos, bóvedas, cúpulas, voladizos, muros...) a las distintas cargas que deberá soportar la edificación (peso propio, cargas y sobrecargas de uso, efectos del viento y de la nieve, seísmos, dilataciones térmicas...) de acuerdo con las características mecánicas de los materiales a utilizar (madera, sillería, mampostería, ladrillos, cal, cemento, hormigón, hormigón armado, hormigón pretensado, hierro, acero, vidrio...). 
En el antiguo Egipto, en la Grecia clásica, en la India y en el mundo islámico, edificaciones como las pirámides, distintos templos, mezquitas, palacios y mausoleos se diseñaron con proporciones específicas por razones religiosas. En la arquitectura islámica, las formas geométricas y especialmente los patrones de los azulejos se utilizan para decorar edificios, tanto por dentro como por fuera. Algunos templos hindúes tienen una estructura similar a la de un fractal, en el que los detalles de un edificio se asemejan a la construcción completa, transmitiendo el mensaje sobre el infinito propio de la cosmología hinduista. En la arquitectura china, los tulou de Fujian son estructuras defensivas comunales circulares. En el siglo XXI, la ornamentación basada en patrones matemáticos se está utilizando nuevamente para decorar edificios públicos.
En la arquitectura del Renacimiento, la simetría y la proporción fueron enfatizadas deliberadamente por arquitectos como Leon Battista Alberti, Sebastiano Serlio y Andrea Palladio, influidos por el tratado De architectura de Vitruvio originario de la antigua Roma y por la aritmética de los pitagóricos de la antigua Grecia.
A finales del siglo XIX, Vladímir Shújov en Rusia y Antoni Gaudí en Barcelona fueron pioneros en el uso de estructuras con forma de hiperboloide. En el Templo Expiatorio de la Sagrada Familia, su obra más conocida, Gaudí también incorporó paraboloides hiperbólicos, teselados, arcos catenarios, catenoides, helicoides y distintas superficies regladas. En el siglo XX, estilos como la arquitectura moderna y el deconstructivismo exploraron diferentes geometrías para lograr los efectos deseados. Las superficie mínimas se han explotado en cubiertas con forma de carpa (como en el Aeropuerto Internacional de Denver), mientras que Richard Buckminster Fuller fue pionero en el uso de las resistentes estructuras laminares conocidas como cúpulas geodésicas.

## Campos relacionados

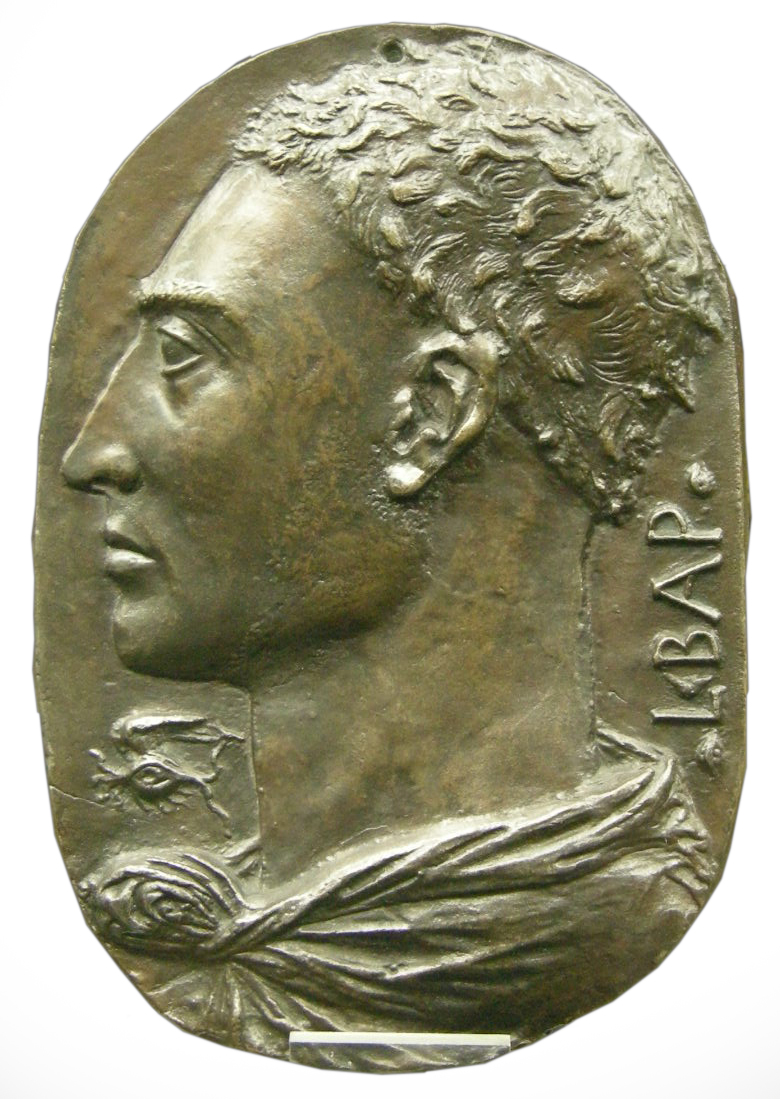
En el Renacimiento, se esperaba que un arquitecto como Leon Battista Alberti tuviera conocimientos en distintas disciplinas, incluyendo aritmética y geometría

Los arquitectos Michael Ostwald y Kim Williams, considerando las relaciones entre arquitectura y matemáticas, señalan que ambos campos, como comúnmente se entienden, pueden parecer estar conectados débilmente, ya que la arquitectura es una profesión que se ocupa de la cuestión práctica de diseñar y construir edificios, mientras que las matemáticas son el estudio puro de los números y otros objetos abstractos. Sin embargo, argumentan, ambas disciplinas están fuertemente conectadas, y lo han estado desde la antigüedad clásica.
En la anigua Roma, Vitruvio describió a un arquitecto como un hombre que conocía lo suficiente de una variedad de otras disciplinas, principalmente geometría, para permitirle supervisar a los artesanos expertos en todas las demás áreas necesarias, como albañiles y carpinteros. Lo mismo se aplicó en la Edad Media, cuando los arquitectos formados en las universidades aprendían aritmética, geometría y estética junto con el programa básico de gramática, lógica y retórica (las artes liberales) en elegantes aulas construidas por maestros constructores que habían guiado a muchos artesanos. Un maestro de obras en la cima de su profesión recibía el título de arquitecto o ingeniero. En el Renacimiento, las artes liberales (aritmética, geometría, música y astronomía) se convirtió en un programa extra  propio de polímatas como Leon Battista Alberti. De manera similar, en Inglaterra, Sir Christopher Wren, conocido hoy como arquitecto, fue en primer lugar un destacado astrónomo.
Williams y Ostwald, al revisar la interacción entre las matemáticas y la arquitectura desde 1500 según el enfoque del sociólogo alemán Theodor Adorno, identifican tres tendencias entre los arquitectos, a saber: ser "revolucionario", introduciendo ideas completamente nuevas; ser "reaccionario", no introduciendo cambios; o ser revivalista, basándose en estilos del pasado. Argumentan que los arquitectos han evitado buscar inspiración en las matemáticas en épocas retrospectivas, lo que explicaría por qué en los períodos revivalistas, como la arquitectura neogótica en la Inglaterra del siglo XIX, la arquitectura tenía poca conexión con las matemáticas. Igualmente, señalan que en periodos reaccionarios como el manierismo italiano de alrededor de 1520 a 1580, o los movimientos barroco y palladiano del siglo XVII, las matemáticas apenas eran tenidas en consideración. En contraste, los movimientos revolucionarios de principios del siglo XX como el futurismo y el constructivismo rechazaron activamente las viejas ideas, adoptando las matemáticas como base conceptual y conduciendo a la arquitectura moderna. También hacia finales del siglo XX, los arquitectos se apoderaron rápidamente de la geometría fractal, al igual que de los teselados aperiódicos, para dotar a los edificios de recubrimientos atractivos.
Los arquitectos utilizan las matemáticas por varias razones, dejando de lado el empleo necesario de las matemáticas en la ingeniería de la edificación. En primer lugar, utilizan la geometría porque define la forma espacial de un edificio. En segundo lugar, utilizan las matemáticas para diseñar formas que puedan considerarse bellas o armoniosas. Desde la época de los pitagóricos con su filosofía religiosa del número, los arquitectos de la Grecia clásica, de la antigua Roma, del mundo islámico y del renacimiento italiano se preocuparon de dotar a sus realizaciones de un sentido de la proporción de acuerdo con aspectos matemáticos, estéticos y, a veces, según principios religiosos. También pueden utilizar objetos matemáticos como teselados para decorar edificios, y emplear las matemáticas en forma de modelos informáticos para cuantificar el efecto de elementos ambientales, tales como las cargas generadas por el viento en la estructura de edificios altos.

## Estética secular

### Antigua Roma

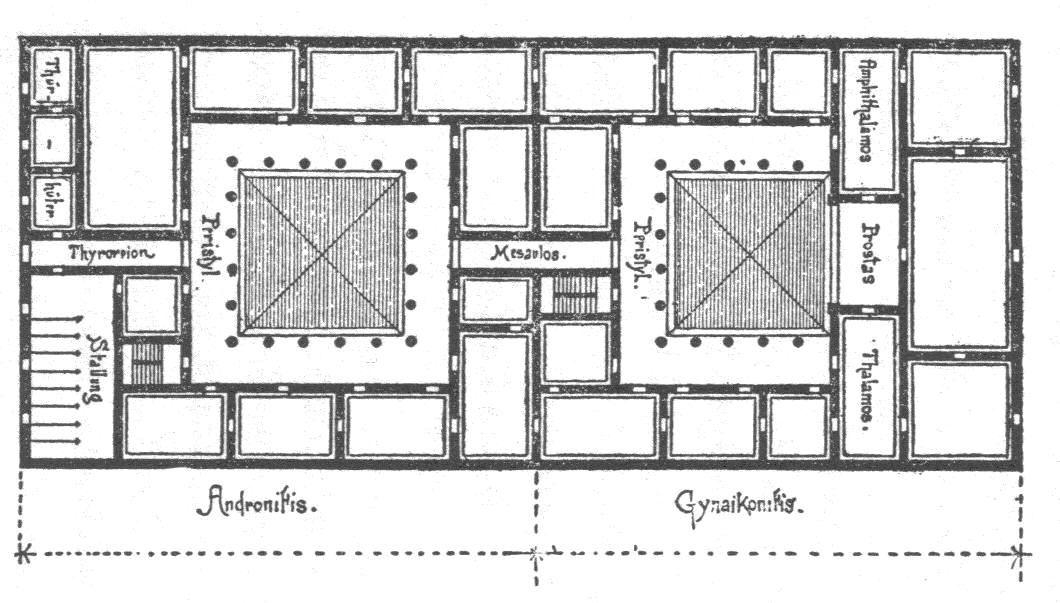
Plano de una casa griega, por Vitruvio

#### Vitruvio

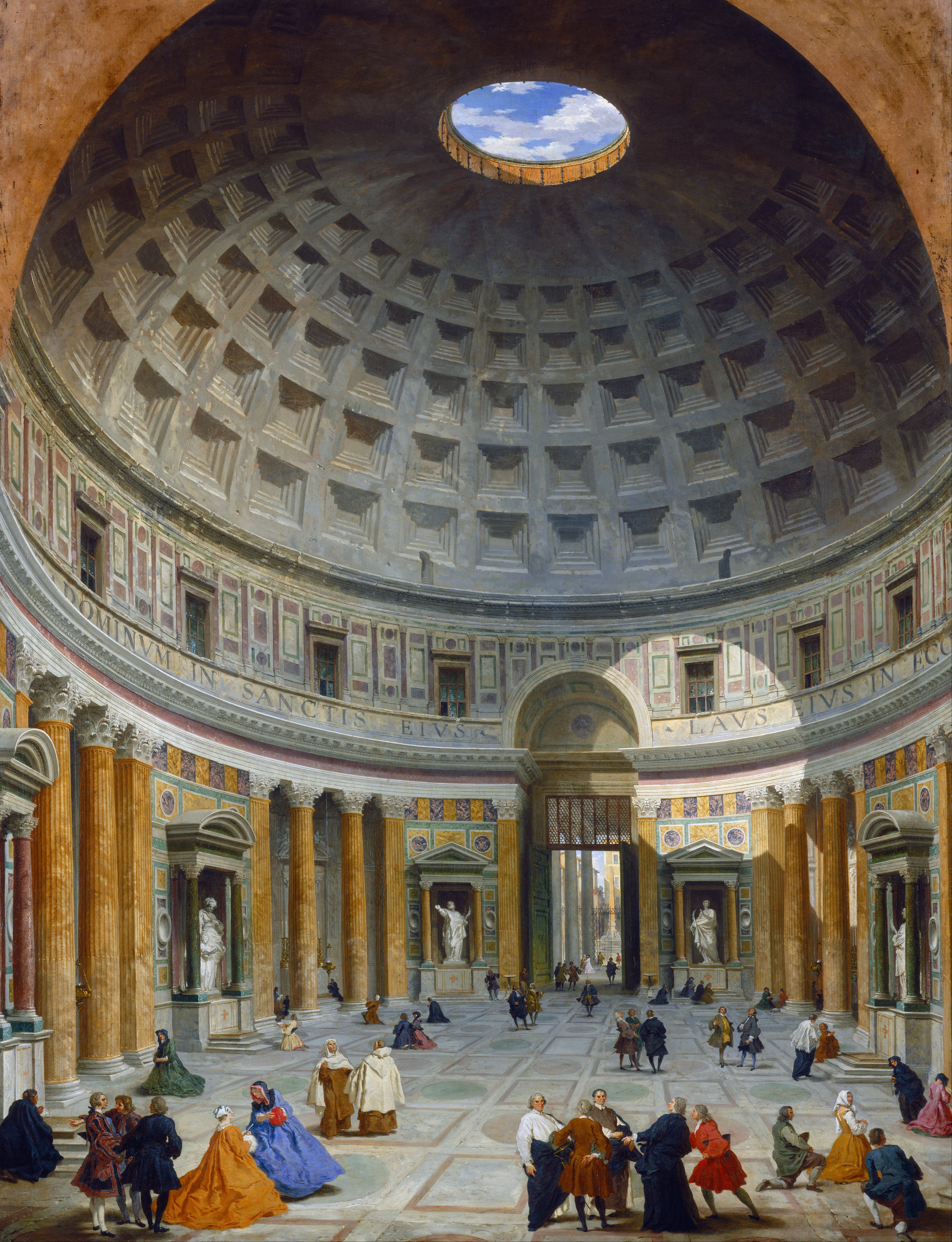
El interior del Panteón de Agripa, por Giovanni Pannini (1758)

Vitruvio, el influyente arquitecto de la antigua Roma, argumentó que el diseño de un edificio como un templo depende de dos cualidades, proporción y simetría. La proporción asegura que cada parte de un edificio se relacione armoniosamente con todas las demás. simetría, según Vitruvio, significa algo más cercano a modularidad que a simetría especular, ya que el concepto se relaciona con el ensamblaje de las partes (módulos) en relación con todo el edificio. En su Basílica de Fano, usa proporciones de números enteros pequeños, especialmente los números triangulares (1, 3, 6, 10, ...) para proporcionar a la estructura de la denominada modulación vitruviana. Por lo tanto, la relación entre el ancho y el largo de la Basílica es 1:2; el pasillo que lo rodea es tan alto como ancho, 1: 1; las columnas tienen cinco pies de espesor y cincuenta pies de alto, 1:10.

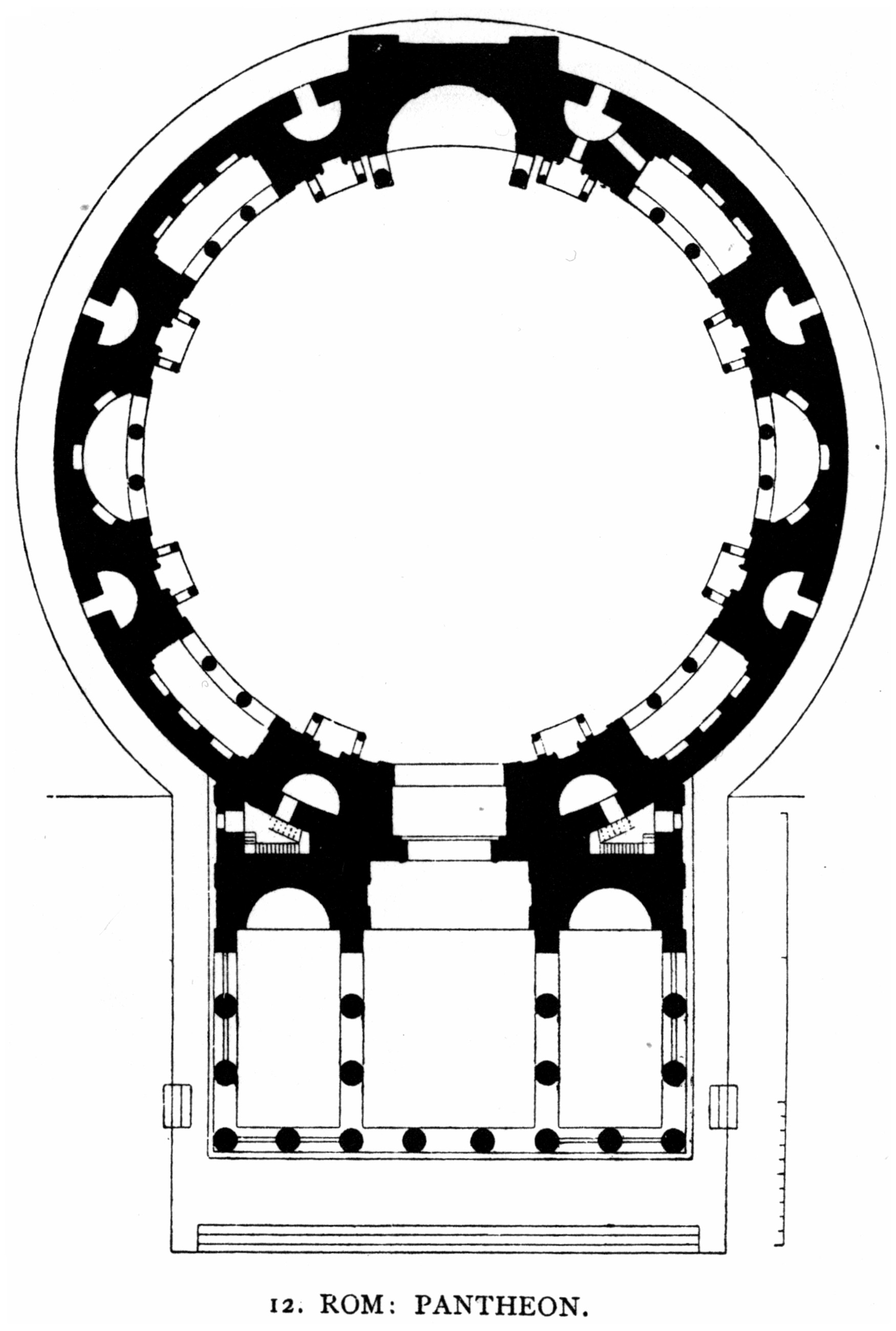
Plano de la planta del Panteón

Vitruvio mencionó tres cualidades fundamentales de la arquitectura en su obra De architectura (c. 15 a. C.): firmeza, utilidad y belleza, sentencia que llegaría a convertirse en una frase famosa. Estos tres principios se pueden utilizar como categorías para clasificar las formas en que se emplean las matemáticas en la arquitectura. La firmeza abarca el uso de las matemáticas para garantizar que un edificio se mantenga en pie, de ahí las herramientas matemáticas utilizadas en el diseño y para cimentar la construcción, por ejemplo, para garantizar la estabilidad y el comportamiento de la estructura. La utilidad se deriva en parte de la aplicación efectiva de las matemáticas, razonando y analizando las relaciones espaciales y de otro tipo en un diseño. La belleza es un atributo del edificio resultante, producto de la incorporación de relaciones matemáticas en las proporciones del edificio; incluye cualidades estéticas, sensitivas e intelectuales.

#### El Panteón
El Panteón de Roma ha sobrevivido intacto, ilustrando la estructura, proporción y decoración romanas clásicas. La estructura principal es una cúpula, cuya coronación se dejó abierta como un óculo circular para dejar entrar la luz. Posee una corta columnata, rematada con un frontón triangular. La altura del óculo y el diámetro del círculo interior son los mismos, 43,3 metros (142,1 pies), por lo que todo el interior encajaría exactamente dentro de un cubo, y el interior podría albergar una esfera del mismo diámetro. Estas dimensiones tienen más sentido cuando se expresan en medidas romanas antiguas: la cúpula alcanza 150 pies romanos de diámetro; el óculo mide 30 pies romanos de diámetro; y la entrada tiene 40 pies romanos de altura. El Panteón sigue siendo la cúpula de hormigón en masa más grande del mundo.

### Renacimiento

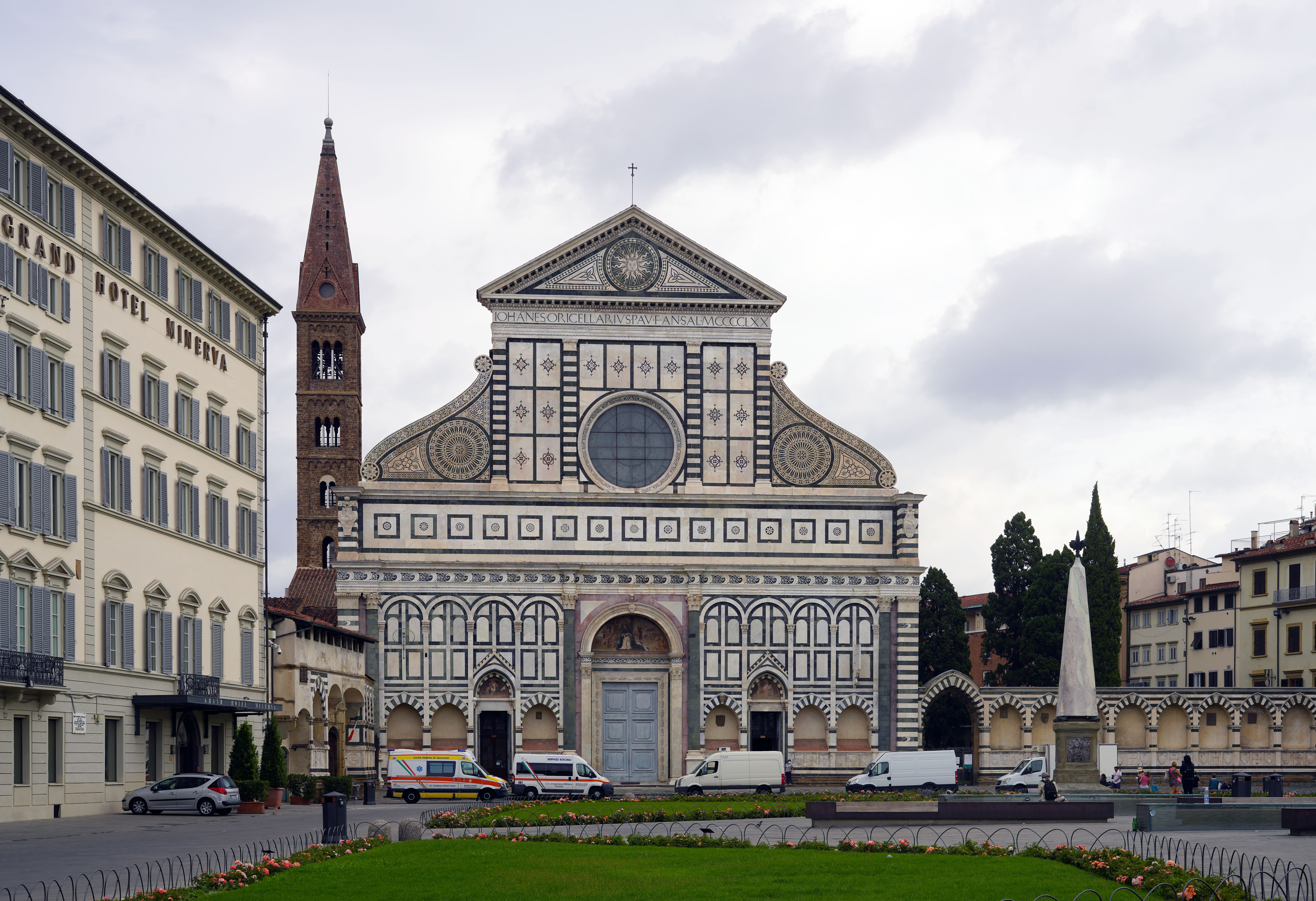
Fachada de la Basílica de Santa María Novella, Florencia, 1470. El friso (decorado con cuadrados) y la parte superior fueron proyectados por Leon Battista Alberti

El primer tratado renacentista de arquitectura, "De re aedificatoria" (Sobre el arte de la construcción) de Leon Battista Alberti, escrito en 1450, se convirtió en el primer libro impreso sobre arquitectura en 1485. Se basó en parte en el "De architectura" de Vitruvio y, a través de Nicómano, en la aritmética pitagórica. Alberti comienza con un cubo, del que deduce diversas proporciones. Así, la diagonal de una cara da la razón 1:√2, mientras que el diámetro de la esfera que circunscribe el cubo da 1:√3. También documentó el descubrimiento de Filippo Brunelleschi de la perspectiva, desarrollado para permitir el diseño de edificios que se verían bellamente proporcionados cuando se observaban desde una distancia adecuada.

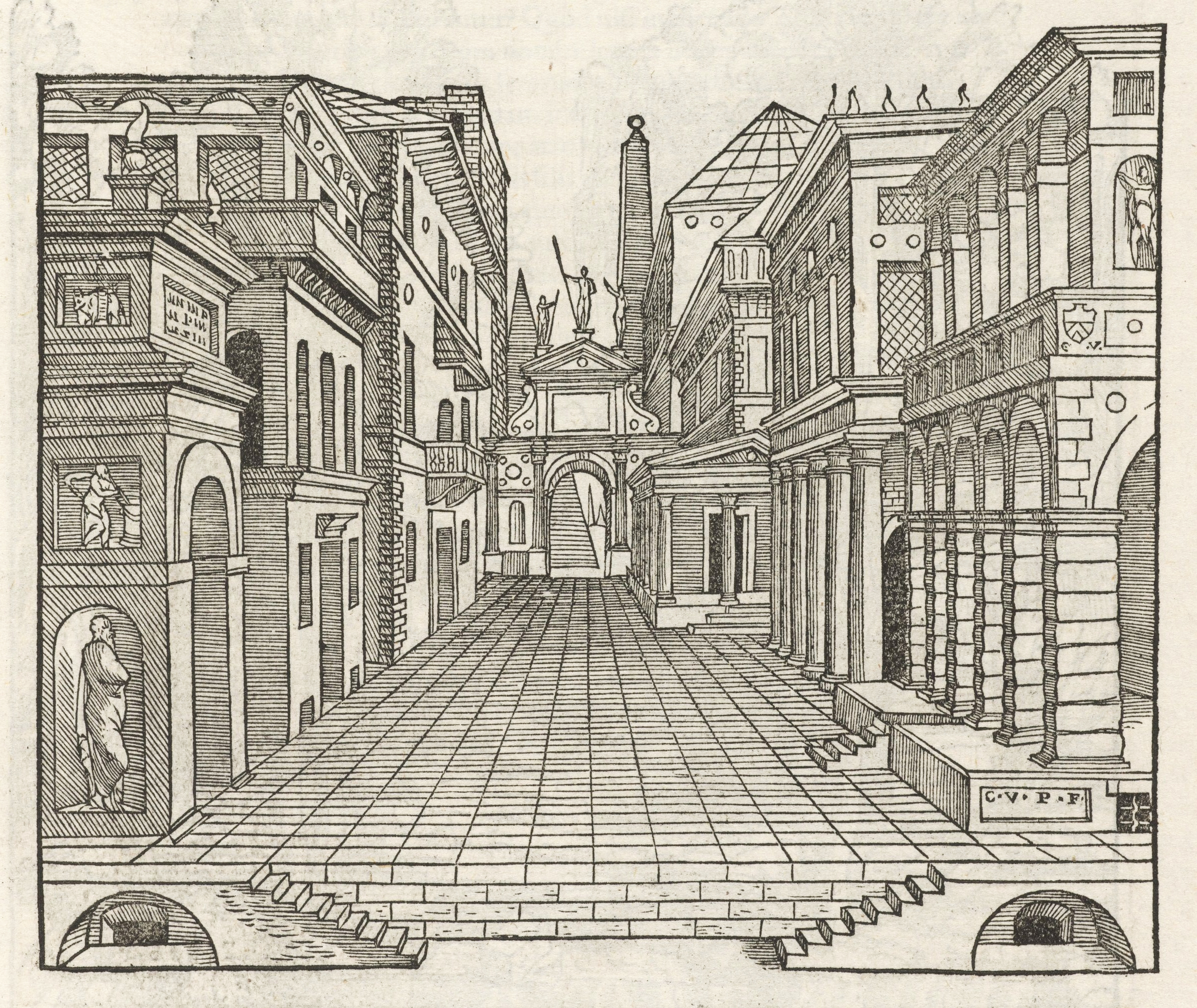
Perspectiva arquitectónica de un escenario, ambientado por Sebastiano Serlio (1569)

El siguiente texto importante fue el "Regole generali d'architettura" (Reglas generales de arquitectura) de Sebastiano Serlio; el primer volumen apareció en Venecia en 1537; el volumen de 1545 (libros 1 y 2) cubría la geometría y la perspectiva. Dos de los métodos de Serlio para construir perspectivas eran incorrectos, pero esto no impidió que su trabajo fuera ampliamente utilizado.

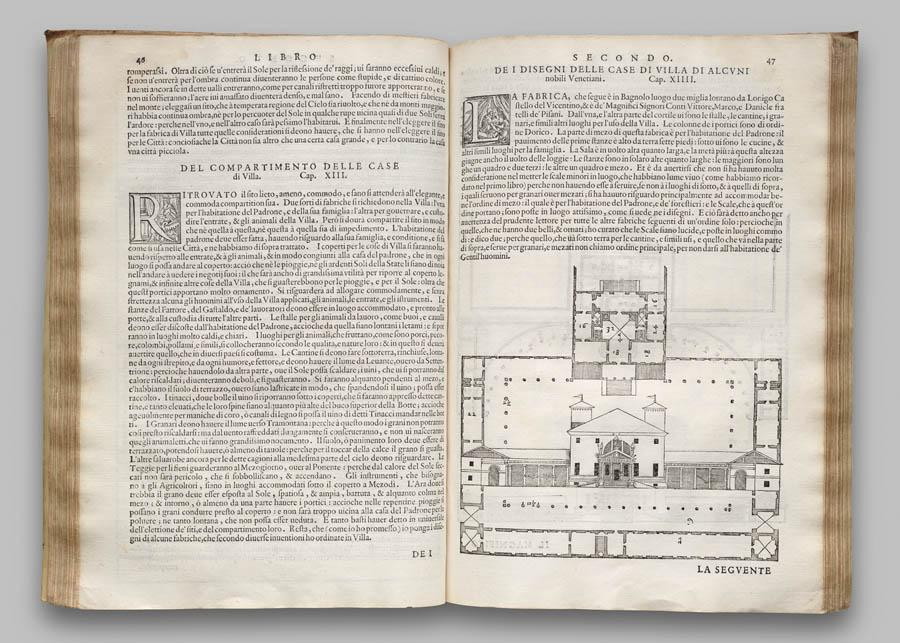
Planta y alzado de la Villa Pisani, obra de Andrea Palladio

En 1570, Andrea Palladio publicó el influyente "I quattro libri dell'architettura" (Los cuatro libros de arquitectura) en Venecia. Este libro ampliamente impreso fue en gran parte responsable de difundir las ideas del renacimiento italiano por toda Europa, con la ayuda de algunos seguidores como el diplomático inglés Henry Wotton, con su texto de 1624 titulado "The Elements of Architecture" (Los elementos de la arquitectura). Las proporciones de cada habitación dentro de la villa se calcularon en proporciones matemáticas simples como 3:4 y 4:5, y las diferentes habitaciones dentro de la casa estaban interrelacionadas por estas proporciones. Los arquitectos anteriores habían utilizado estas fórmulas para equilibrar la fachada principal; sin embargo, los diseños de Palladio se relacionaban con toda la villa, generalmente cuadrada. Palladio permitió un rango de proporciones en el  Quattro libri , indicando que:

Hay siete tipos de estancias que son las más bellas y bien proporcionadas y resultan mejor: se pueden hacer circulares, aunque son raras; o cuadradas; o con su longitud igual a la diagonal del cuadrado de la anchura; o un cuadrado y un tercio; o un cuadrado y medio; o un cuadrado y dos tercios; o dos cuadrados.

En 1615, Vincenzo Scamozzi publicó el tratado del renacimiento tardío titulado "L'idea dell'architettura universale" (La idea de una arquitectura universal). Scamozzi ntentó relacionar el diseño de ciudades y edificios con las ideas de Vitruvio y los pitagóricos, y con las ideas más recientes de Palladio.

### sigloXIX

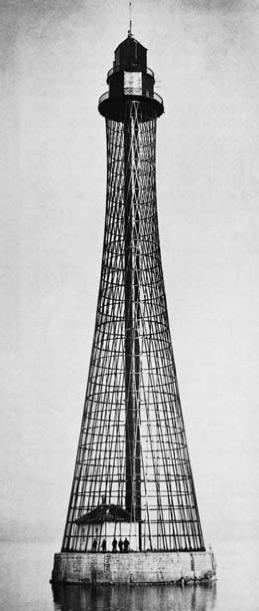
Retícula hiperbólica del faro de Adziogol, proyectado por Vladímir Shújov (Ucrania, 1911)

Vladímir Shújov comenzó a utilizar hiperboloides a finales del siglo XIX, diseñando mástiles, faros y torres de refrigeración con esta forma. Su llamativa configuración es a la vez estéticamente interesante y fuerte, utilizando materiales estructurales de forma económica. La Torre Shújov en Polibino, su primera estructura hiperbólica, se exhibió en Nizhni Nóvgorod en 1896.

### sigloXX

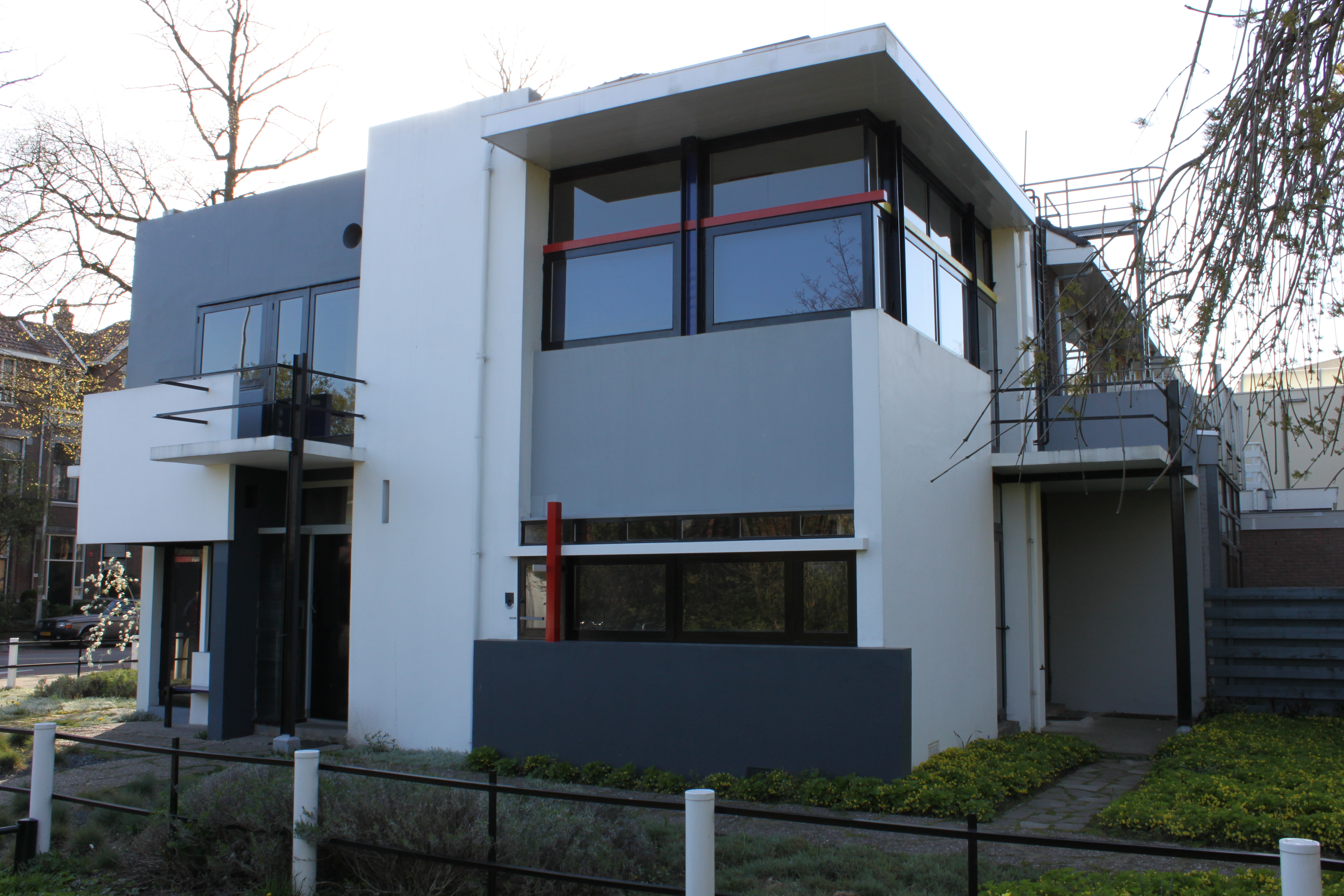
Planos deslizantes que se cruzan de la Casa Rietveld Schröder. Movimiento De Stijl, (1924)

El movimiento de principios del siglo XX denominado arquitectura moderna, presagiado por el constructivismo ruso, usó la geometría rectilínea euclídea (también llamada cartesiana). En el movimiento denominado De Stijl, lo horizontal y lo vertical se consideraron elementos universales. La forma arquitectónica consiste en unir estas dos tendencias direccionales, utilizando planos de techo, planos de pared y de balcones, que se deslizan o se cruzan, como en la Casa Schröder de Gerrit Rietveld (1924).

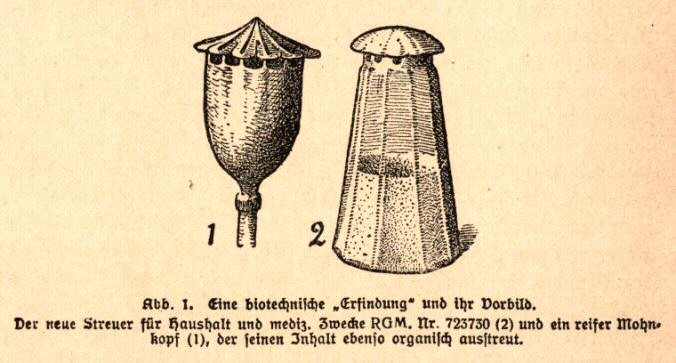
Amapola y salero (ejemplo de biomimesis), ilustración de la obra de Raoul Heinrich Francé titulada "Die Pflanze als Erfinder" (Las plantas como inventoras) (1920)

Los arquitectos modernistas tenían libertad para hacer uso de curvas y planos. La estación de Arnos Grove del Metro de Londres, proyectada por Charles Holden en 1933, posee un atrio de acceso circular de ladrillo, con un techo plano de hormigón. En 1938, el pintor de la Escuela de la Bauhaus László Moholy-Nagy adoptó los siete elementos biotécnicos identificados por Raoul Heinrich Francé (el cristal, la esfera, el cono, el plano, la tira cuboidal, la varilla cilíndrica y la espiral), como los supuestos bloques de construcción básicos de la arquitectura inspirada en la naturaleza.
Le Corbusier propuso la antropometría como una relación de escala para establecer proporciones en arquitectura. Ideó el sistema denominado Modulor, basado en la altura estimada de un hombre. La Capilla Notre Dame du Haut de 1955 de Le Corbusier utiliza curvas de forma libre, que no se pueden describir con fórmulas matemáticas. Se dice que las curvas evocan formas naturales como la proa de un barco o las manos en oración. La configuración solo se aplica a la escala más grande: no hay jerarquía de detalles a escalas más pequeñas y, por lo tanto, no se incorpora una dimensión fractal; lo mismo se aplica a otros edificios famosos del siglo XX, como la Ópera de Sídney, el Aeropuerto Internacional de Denver o el Museo Guggenheim Bilbao.
La arquitectura contemporánea, en opinión de los 90 arquitectos líderes que respondieron a la Encuesta de Arquitectura Mundial organizada por la revista Vanity Fair en 2010, es extremadamente diversa, siendo el Museo Guggenheim de Bilbao de Frank Gehry el edificio mejor valorado.

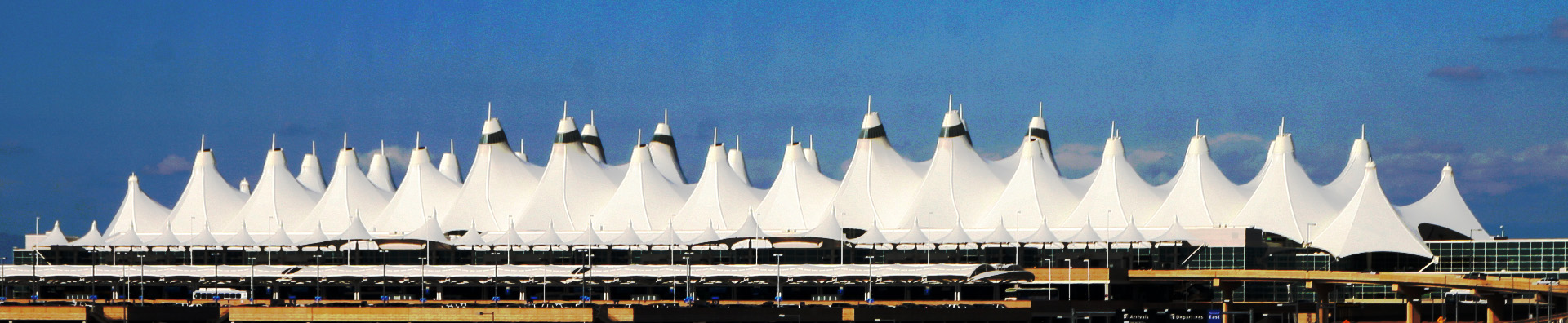
Las superficies mínimas de la cubierta laminar suspendida del Aeropuerto Internacional de Denver, completado en 1995, evoca las cumbres nevadas de Colorado y las tiendas de los pueblos nativos de Norteamérica, conocidas como tipis

El edificio de la terminal del Aeropuerto Internacional de Denver, terminado en 1995, tiene una cubierta laminar suspendida configurada como una superficie mínima (es decir, su curvatura media es cero) mediante cables de acero. Evoca las montañas nevadas de Colorado y las tiendas de campaña (tipis) de los nativos norteamericanos.
El arquitecto Richard Buckminster Fuller es famoso por diseñar estructuras laminares rígidas, conocidas como cúpulas geodésicas. El domo Biosphère de Montreal tiene una altura 61 metros (200,1 pies) y su diámetro es de 76 metros (249,3 pies).
El Teatro de la Ópera de Sídney posee un techo espectacular, que consta de elevadas bóvedas blancas, que recuerdan a las velas de los barcos. Para poder construirlas con componentes estandarizados, estaban compuestas por secciones triangulares de conchas esféricas con el mismo radio, diseñadas con curvatura uniforme en todas las direcciones.
El movimiento deconstructivista de finales del siglo XX crea un desorden deliberado mediante lo que Nikos Salingaros denomina formas aleatorias en su libro A Theory of Architecture, empleando formas de alta complejidad, paredes no paralelas, rejillas superpuestas y superficies 2-D complejas, como en el Walt Disney Concert Hall de Frank Gehry y el Museo Guggenheim de Bilbao. Hasta finales del siglo XX, los estudiantes de arquitectura estaban obligados a tener una considerable base matemática. Salingaros sostiene que, primero el modernismo "excesivamente simplista y políticamente impulsado" y luego el deconstructivismo "anticientífico", han supuesto en la práctica la separación de la arquitectura y de las matemáticas. Opina que esta "renuncia a los valores matemáticos" es dañina, ya que la "estética generalizada" de la arquitectura no matemática acostumbra a las personas "a rechazar la estructuración matemática en el entorno construido"; y argumenta que esta situación implica efectos negativos en la sociedad.
|  |  |  |

|  |  |  |

## Principios religiosos

### Antiguo Egipto

La razón (base:hipotenusa) (b:a) de pirámides como la Gran Pirámide de Guiza, suele ser: 1:φ (triángulo de Kepler); 3:5 (triángulo 3:4:5); o 1:4/π

Las pirámides del antiguo Egipto son monumentos funerarios construidos con proporciones matemáticas, pero se debate cuáles fueron y si se utilizó el teorema de Pitágoras. La relación entre la altura inclinada y la mitad de la longitud de la base de la Gran Pirámide de Guiza difiere aproximadamente el 1% con respecto al número áureo. Si este fuera el método de diseño, implicaría el uso del triángulo de Kepler (ángulo de la cara 51° 49'), pero según muchos historiadores de la ciencia, la proporción áurea no se conocía hasta la época de los pitagóricos. La Gran Pirámide también puede haberse basado en un triángulo con una relación de base a hipotenusa de 1:4/π (ángulo de la cara 51° 50').
Las proporciones de algunas pirámides también pueden haberse basado en el triángulo 3:4:5 (ángulo de la cara 53° 8'), conocido por el papiro de Ahmes (c. 1650-1550 a. C.). Esta posibilidad fue conjeturada por primera vez por el historiador Moritz Cantor en 1882. Se sabe que los ángulos rectos se trazaron con precisión en el antiguo Egipto utilizando cuerdas con nudos para medir, lo que Plutarco registró en su obra Isis y Osiris (c. 100 d. C.), donde indica que los egipcios admiraban el triángulo 3:4:5. Además, un pergamino de antes del 1700 a. C. incluye fórmulas básicas de sumas de cuadrados. El historiador Roger L. Cooke observa que "Es difícil imaginar a alguien interesado en tales condiciones sin conocer el teorema de Pitágoras", pero también señala que ningún texto egipcio anterior al 300 a. C. menciona en realidad el uso del teorema para encontrar la longitud de los lados de un triángulo, y que hay formas más sencillas de construir un ángulo recto. Cooke concluye que la conjetura de Cantor sigue siendo incierta; él supone que los antiguos egipcios probablemente conocían el teorema de Pitágoras, pero "no hay evidencia de que lo usaran para construir ángulos rectos".

### India antigua

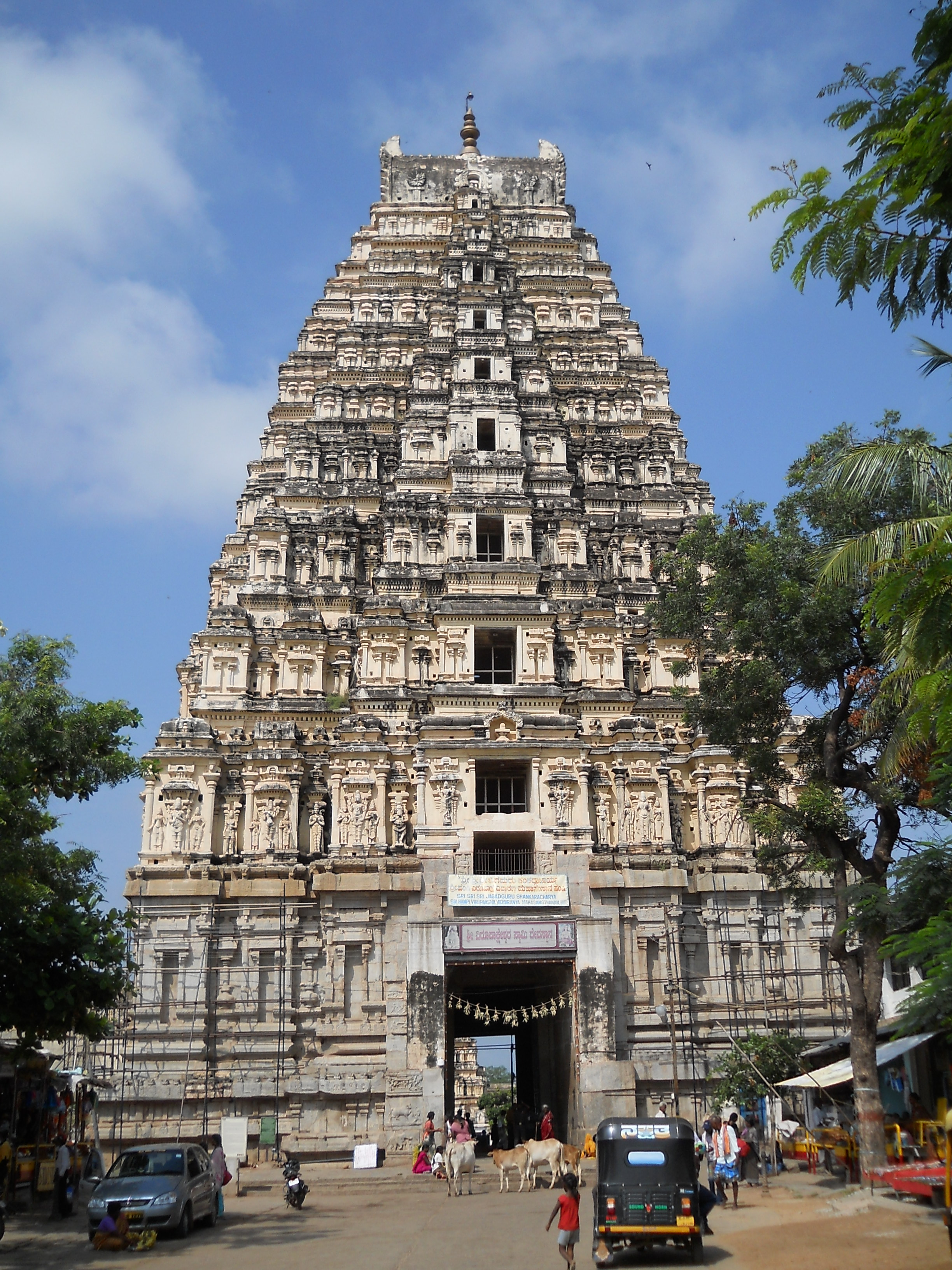
Gopuram del Templo Virupaksha, una construcción hindú que posee una configuración de aspecto fractal, en la que las partes se asemejan a la totalidad de la obra

Los vastu shastra, los antiguos cánones indios de arquitectura y planificación urbana, emplean dibujos simétricos llamados mandalas. Para llegar a las dimensiones de un edificio y de sus componentes, se utilizan cálculos complejos, y los diseños están destinados a integrar la arquitectura con la naturaleza, de forma que las funciones relativas de varias partes de la estructura se relacionan con creencias tradicionales que implican el uso de determinados patrones geométricos (yantra), condiciones de simetría y de orientación direccional. Sin embargo, los primeros constructores pudieron haber encontrado proporciones matemáticas por accidente. El matemático Georges Ifrah señala que se pueden usar "trucos" simples con cuerdas y estacas para diseñar formas geométricas, como elipses y ángulos rectos.

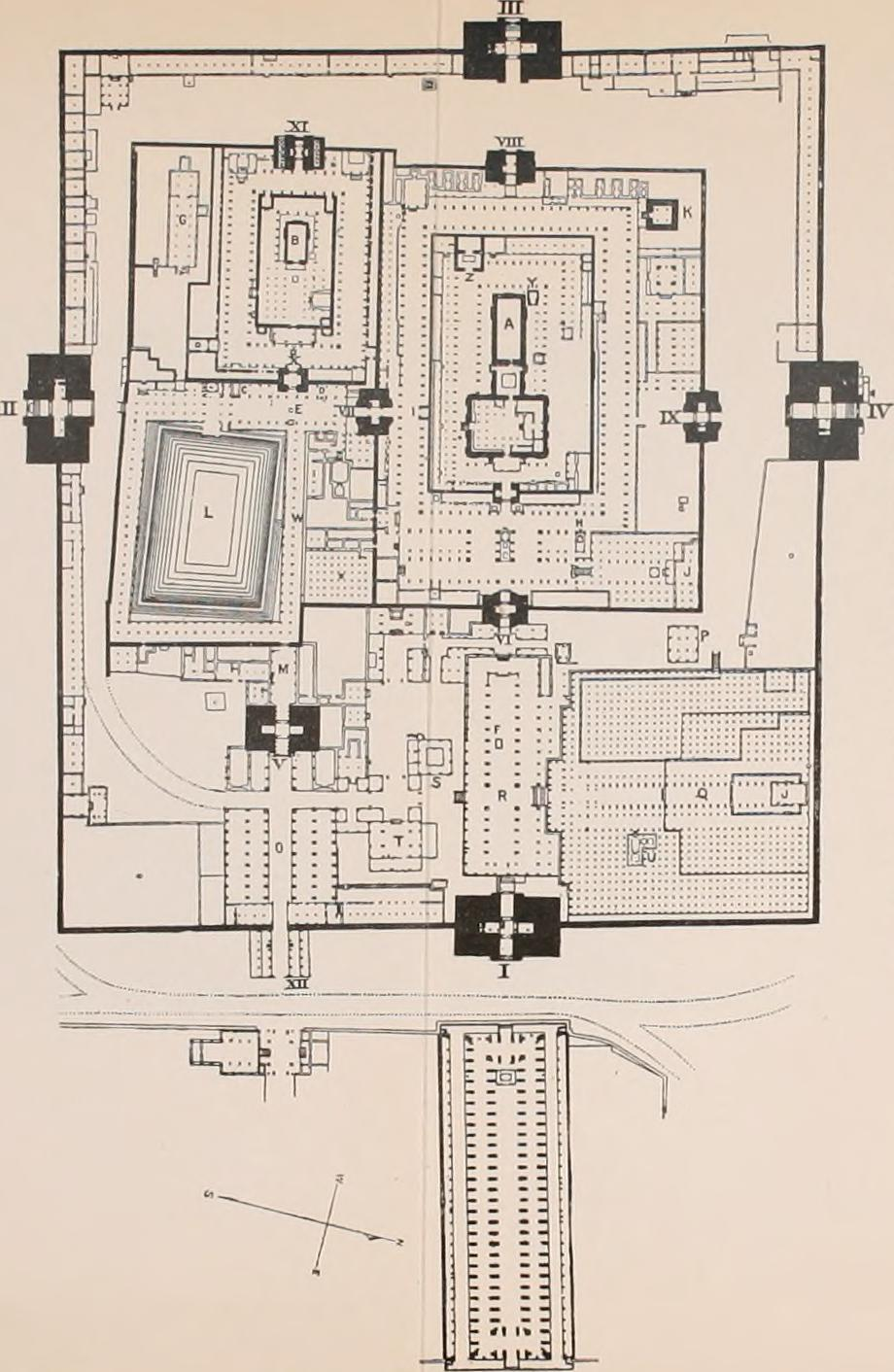
Plano del Templo de Meenakshi Amman, Madurai,. Las cuatro puertas de enlace (numeradas I-IV) son elevadas gopurams (torres ornamentales)

Las matemáticas de los fractales se han utilizado para demostrar que la razón por la que los edificios existentes tienen un atractivo universal y son visualmente satisfactorios es porque brindan al espectador una sensación de escala a diferentes distancias de visión. Por ejemplo, en las altas torres denominadas gopurams que dan entrada a los templos hindúes, como el Templo Virupaksha de Hampi construido en el siglo VII, y otros como el Templo Kandariya Mahadev en Khajuraho, las partes y el todo tienen el mismo carácter, con dimensión fractal en el rango de 1,7 a 1,8. El grupo de torres más pequeñas ("shikhara", literalmente "montaña") alrededor de la torre central más alta que representa el santo monte Kailash, morada del Señor Shiva, representa la repetición interminable de universos en la cosmología hinduista. El erudito en estudios religiosos William J. Jackson, comentó lo siguiente sobre el patrón de torres agrupadas entre torres más pequeñas, agrupadas entre torres aún más pequeñas:

La forma ideal elegantemente elaborada sugiere los infinitos niveles ascendentes de existencia y conciencia, tamaños en expansión que se elevan hacia la trascendencia, y al mismo tiempo albergan lo sagrado en lo profundo.

El Templo de Meenakshi Amman es un gran complejo con múltiples santuarios, con las calles de Madurai dispuestas concéntricamente a su alrededor de acuerdo con los shastras. Las cuatro puertas de entrada son torres altas (gopurams) con una estructura repetitiva de tipo fractal, como en Hampi. Los recintos alrededor de cada santuario son rectangulares y están rodeados por altos muros de piedra.

### Antigua Grecia

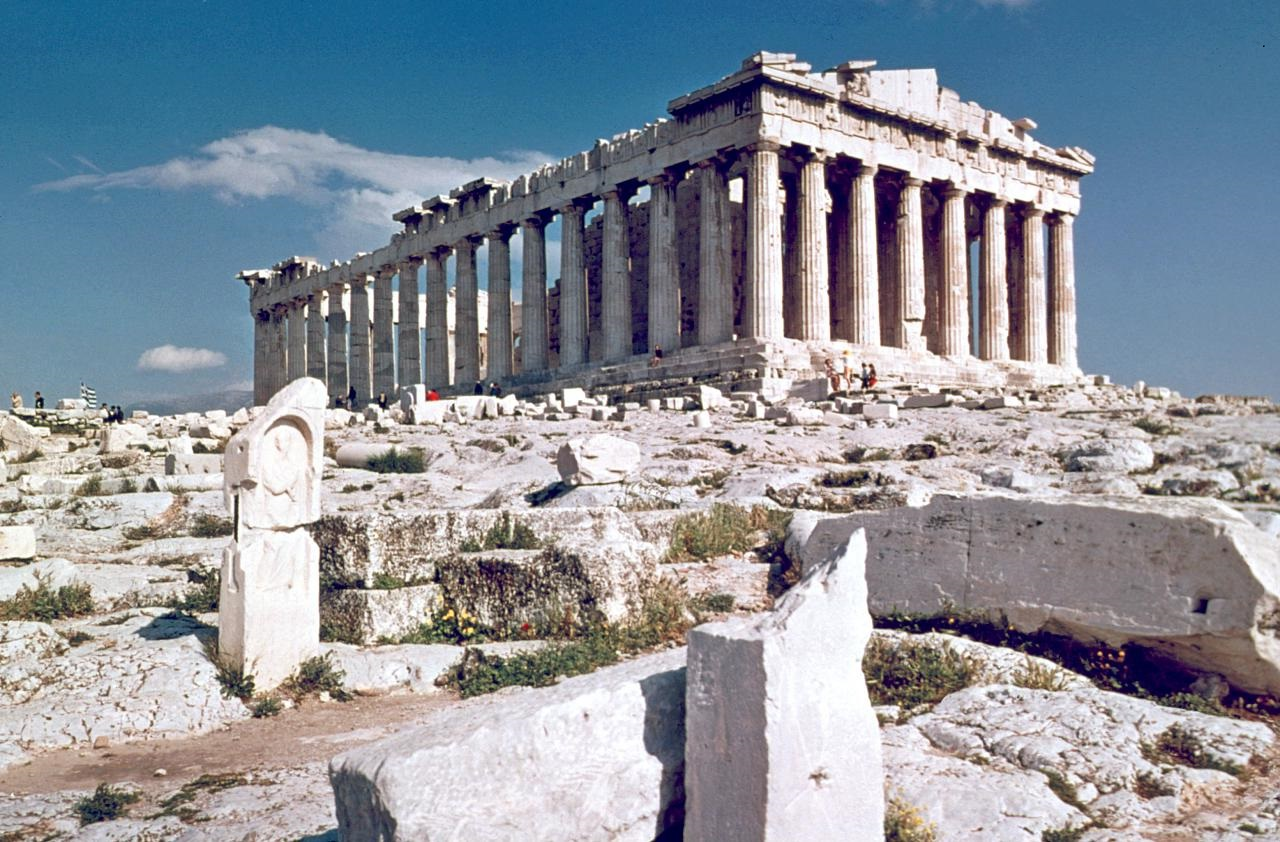
El Partenón se diseñó usando proporciones pitagóricas

Pitágoras (c. 569-475 a. C.) y sus seguidores, los pitagóricos, sostenían que "todas las cosas son números". Observaron las armonías producidas por notas musicales con proporciones de frecuencia específicas relacionadas con números enteros pequeños, y argumentaron que los edificios también deberían diseñarse con tales proporciones. La palabra griega simetría denotaba originalmente la armonía de las formas arquitectónicas en proporciones precisas, que abarcaba desde los detalles más pequeños de un edificio hasta su diseño completo.
El Partenón mide 69,5 metros (228 pies) de largo, 30,9 metros (101,4 pies) de ancho y 13,7 metros (44,9 pies) de alto hasta la cornisa. Esto da una relación de ancho a largo de 4:9, y lo mismo para el alto con respecto al ancho. Poniendo estas tres relaciones seguidas, se tiene que altura:ancho:largo están en las proporciones 16:36:81, o para deleite de los pitagóricos 42:62:92, lo que implica un módulo de 0.858 m. Un rectángulo de proporción 4:9 se puede construir como tres rectángulos contiguos con lados en una proporción de 3:4. Cada medio rectángulo es entonces un triángulo rectángulo de lados en proporción 3:4:5, que permite comprobar los ángulos y los lados con una cuerda debidamente anudada. El área interior (naos) tiene igualmente proporciones de 4:9 (21,44 metros (70,3 pies) de ancho por 48,3 m de largo); la relación entre el diámetro de las columnas exteriores, 1,905 metros (6,3 pies), y el espaciado de sus centros, 4,293 metros (14,1 pies), también es de 4:9.

Planta del Partenón

El Partenón es considerado por autores como John Julius Norwich "el templo dórico más perfecto jamás construido". Sus elaborados refinamientos arquitectónicos incluyen "una correspondencia sutil entre la curvatura del estilobato, el ahusamiento de las paredesde la  naos y la entasis de las columnas". El término éntasis se refiere a la sutil disminución del diámetro de las columnas a medida que se elevan. El estilobato es la plataforma sobre la que se apoyan las columnas. Como en otros templos griegos clásicos, la plataforma tiene una ligera curvatura parabólica hacia arriba para evacuar el agua de lluvia y reforzar el edificio contra terremotos. Por lo tanto, podría suponerse que las columnas se inclinan hacia afuera, pero en realidad se inclinan ligeramente hacia adentro, de modo que si se prolongaran, se encontrarían aproximadamente a un kilómetro y medio por encima del centro del edificio; dado que todas las columnas tienen la misma altura, la curvatura del borde del estilobato exterior se transmite al arquitrabe y al techo superior: "todos siguen la regla de estar construidos con curvas delicadas".
La proporción áurea se conoció en el 300 a. C., cuando Euclides describió el método de su construcción geométrica. Se ha argumentado que la proporción áurea se utilizó en el diseño del Partenón y otros edificios griegos antiguos, así como en esculturas, pinturas y jarrones. Autores más recientes como Nikos Salingaros, sin embargo, dudan de todas estas afirmaciones. Los experimentos del científico informático George Markowsky no lograron encontrar ninguna preferencia por el rectángulo áureo.

### Arquitectura islámica

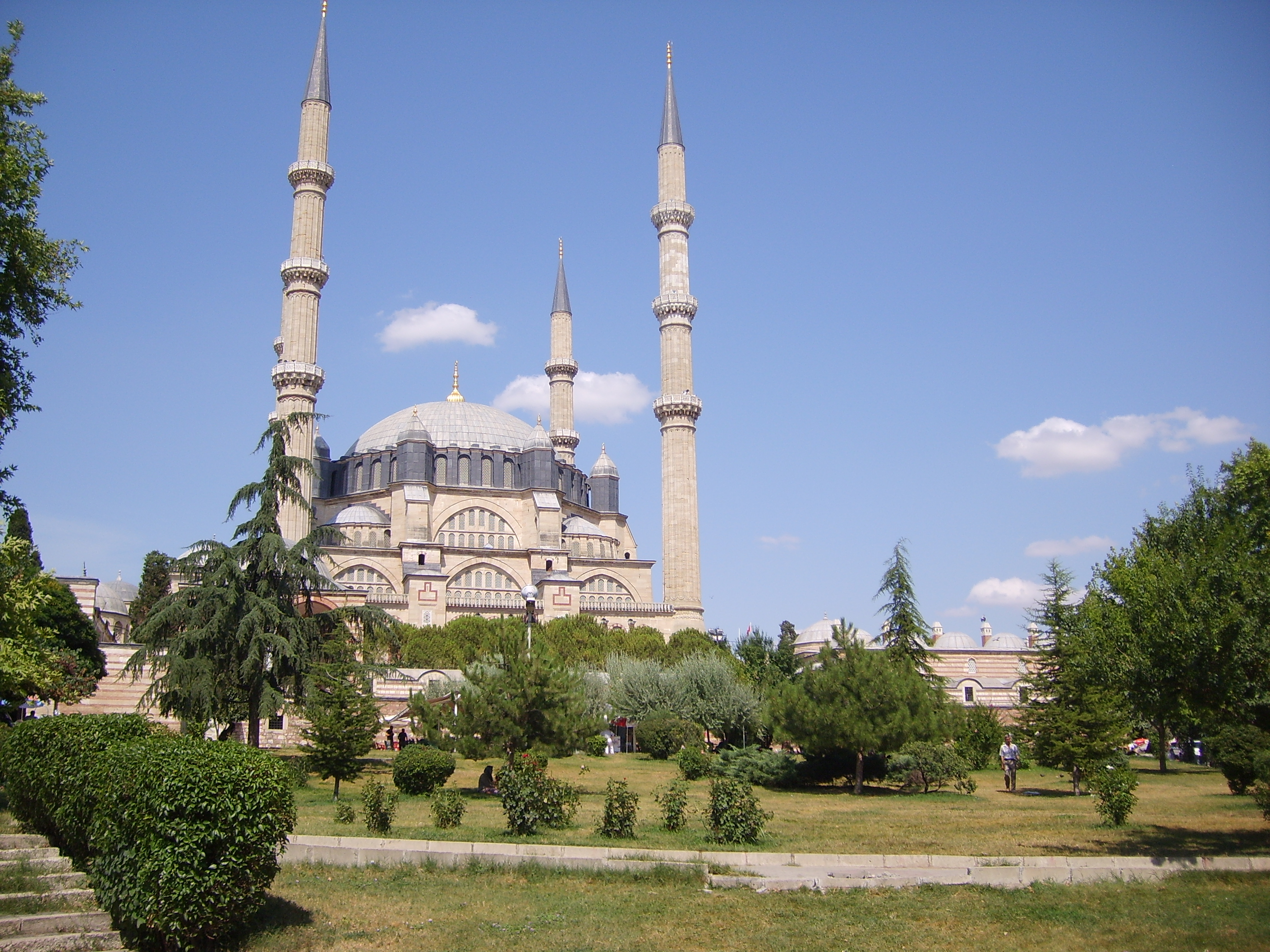
Mezquita de Selim, 1569-1575

El historiador del arte islámico Antonio Fernández-Puertas sugiere que la Alhambra, al igual que la Mezquita-catedral de Córdoba, fue diseñada usando el pie andalusí o codo de aproximadamente 0,62 metros (2 pies). En el Patio de los Leones del palacio, las proporciones siguen una serie de surd (raíces cuadradas). Un rectángulo de lados 1  y √2 tiene (por el teorema de Pitágoras) una diagonal de √3, que describe el triángulo rectángulo formado por los lados del patio; esta serie continúa con √4 (dando una proporción de 1:2), √5 y así sucesivamente. Los patrones decorativos tienen proporciones similares, √2 genera cuadrados dentro de círculos y estrellas de ocho puntas, √3 genera estrellas de seis puntas. No hay evidencia que respalde afirmaciones anteriores de que la proporción áurea se usó en la Alhambra. El Patio de los Leones está delimitado por el Salón de las Dos Hermanas y el Salón de los Abencerrajes. Se puede dibujar un hexágono regular desde los centros de estos dos salones y las cuatro esquinas interiores del Patio de los Leones.
La Mezquita de Selim en Edirne, Turquía, fue construido por Sinan para proporcionar un espacio donde el mihrab pudiera verse desde cualquier lugar dentro del edificio. El gran espacio central está dispuesto, en consecuencia, como un octágono, formado por ocho pilares enormes y coronado por una cúpula circular de 31,25 metros (102,5 pies) de diámetro y 43 metros (141,1 pies) de altura. El octágono se forma en un cuadrado con cuatro semicúpulas, y externamente por cuatro minaretes excepcionalmente altos, 83 metros (272,3 pies) de altura. La planta del edificio es, por tanto, un círculo, dentro de un octágono, dentro de un cuadrado.

### Arquitectura mogol

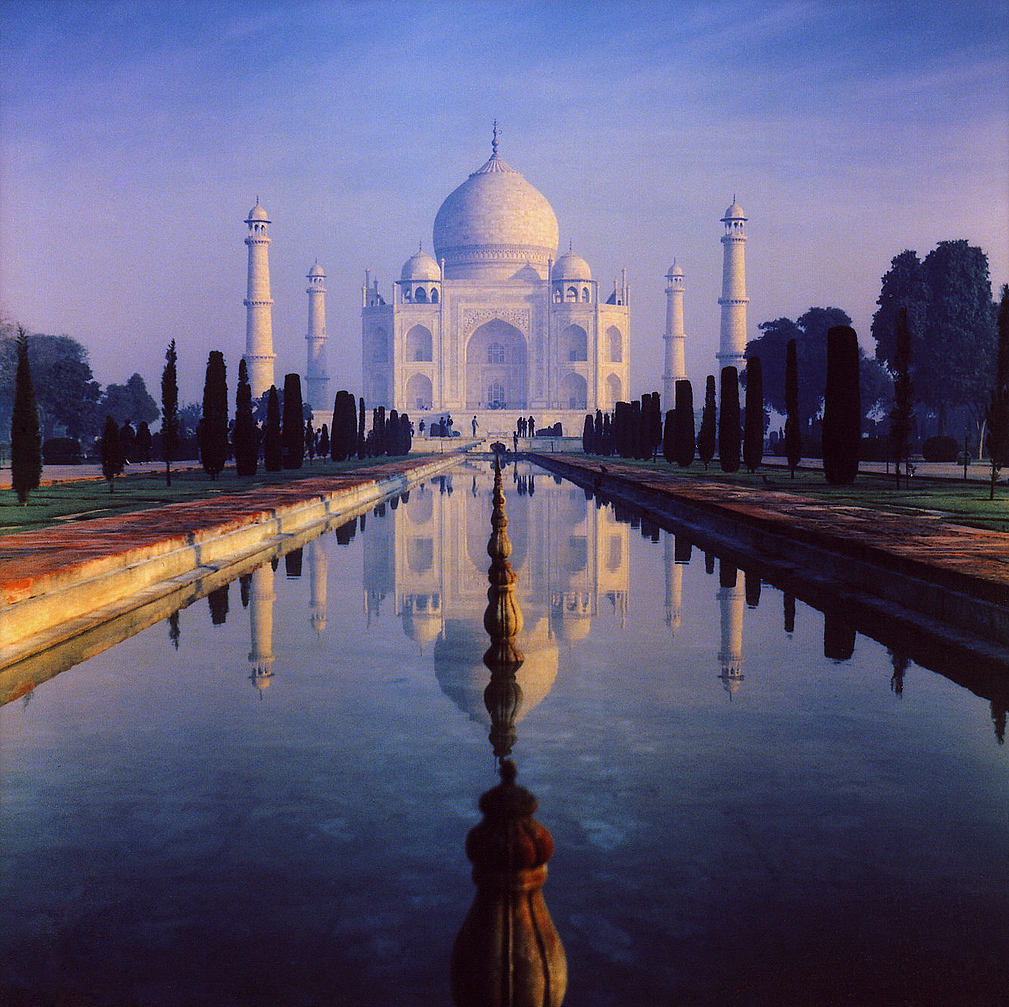
El Taj Mahal y sus jardines, en la ciudad india de Agra

La arquitectura mogola, como se ve en la ciudad imperial abandonada de Fatehpur Sikri y en el complejo del Taj Mahal, tiene un orden matemático distintivo y una estética fuertemente basada en la simetría y la armonía.
El Taj Mahal ejemplifica la arquitectura mogola, tanto representando el paraíso como mostrando el poder del emperador mogol Sha Jahan a través de su escala, simetría y suntuosa decoración. El mármol blanco del mausoleo, decorado con piedras semipreciosas, la gran puerta (Darwaza-i rauza), otros edificios, los jardines y los caminos, juntos forman un diseño jerárquico unificado. Los edificios incluyen una mezquita en piedra arenisca roja en el oeste, y un edificio casi idéntico, el Jawab o 'respuesta' en el este para mantener la simetría bilateral del complejo. El chahar bagh ('jardín cuádruple') se divide en cuatro partes, simbolizando los cuatro ríos del paraíso y ofreciendo vistas y reflejos del mausoleo, y a su vez se dividen en 16 parterres.

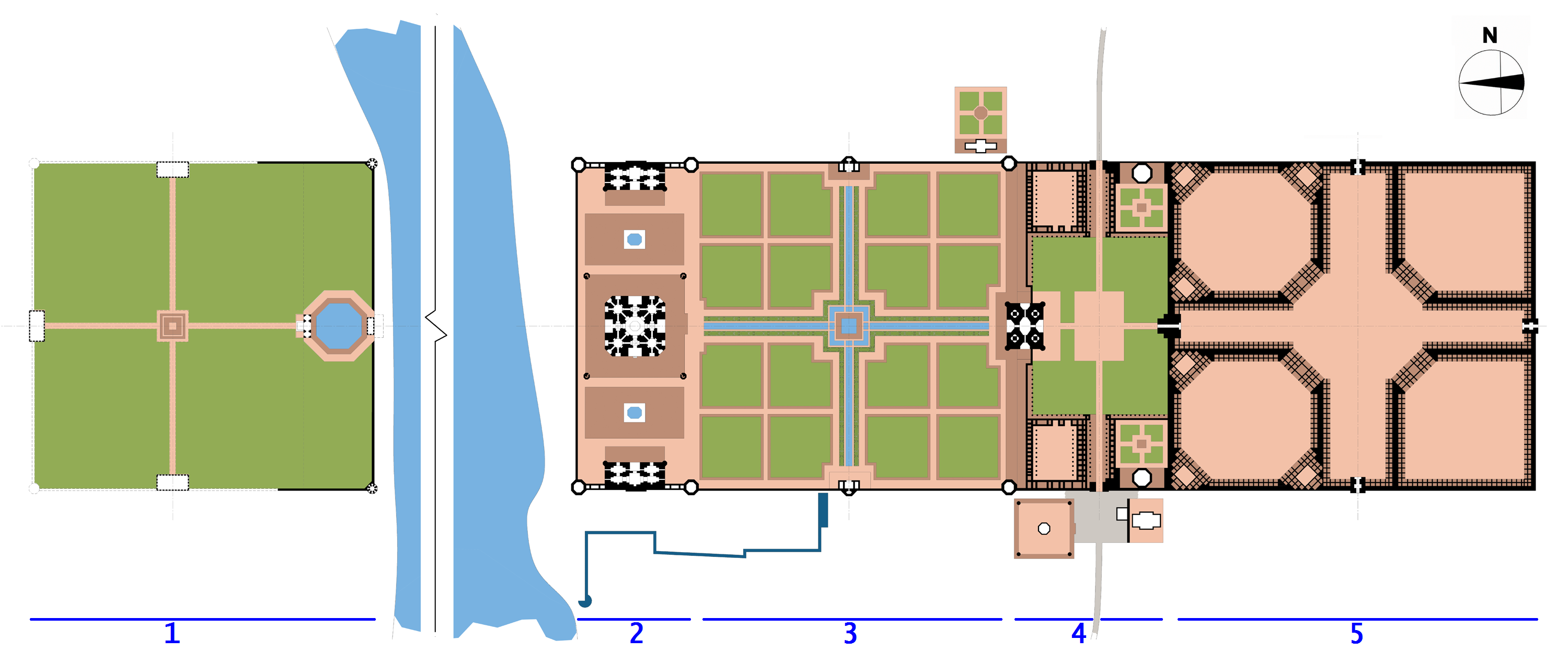
Plano del complejo del Taj Mahal. La gran puerta está a la derecha, el mausoleo en el centro, delimitado por la mezquita (abajo) y el jawab. La planta incluye cuadrados y octógonos

El complejo del Taj Mahal se dispuso en una cuadrícula, subdividida en cuadrículas más pequeñas. Los historiadores de la arquitectura Koch y Barraud están de acuerdo con los relatos tradicionales que dan el ancho del complejo como de 374 yardas mogoles o gaz, estando el área principal compuesta por tres cuadrados de 374 gaz de lado. Cada uno se subdividió en áreas como el bazar y el caravasar en módulos de 17 gaz; el jardín y las terrazas están en módulos de 23 gaz y tienen 368 gaz de ancho (16x23). El mausoleo, la mezquita y la casa de huéspedes se distribuyen en una cuadrícula de 7 gaz. Koch y Barraud observan que si a un octágono, usado repetidamente en el complejo, se le dan lados de 7 unidades, entonces tiene un ancho de 17 unidades, lo que puede ayudar a explicar la elección de las proporciones en el complejo.

### Arquitectura cristiana
La basílica de Santa Sofía en Bizancio (ahora Estambul) se construyó en 537 como sede del patriarca de Constantinopla. Reconstruida dos veces, ostentó durante más de mil años el título de ser el mayor templo cristiano jamás construido. Inspiró muchos edificios posteriores, incluida la Mezquita Azul y otras mezquitas de la ciudad del Bósforo. La distribución de su arquitectura bizantina original incluye una nave coronada por una cúpula circular y dos semicúpulas, todas del mismo diámetro (31 metros (101,7 pies)), con otras cinco semicúpulas más pequeñas que forman un ábside y cuatro esquinas redondeadas que delimitan un vasto interior rectangular. Esta configuración fue interpretada por los arquitectos medievales como una representación del mundo terrenal en la parte de abajo (la base cuadrada) y los cielos divinos situados arriba (la elevada cúpula esférica). El emperador Justiniano contó como arquitectos con dos geómetras, Isidoro de Mileto y Antemio de Trales. Isidoro había compilado las obras de Arquímedes sobre geometría del espacio, recibiendo la influencia del matemático griego.

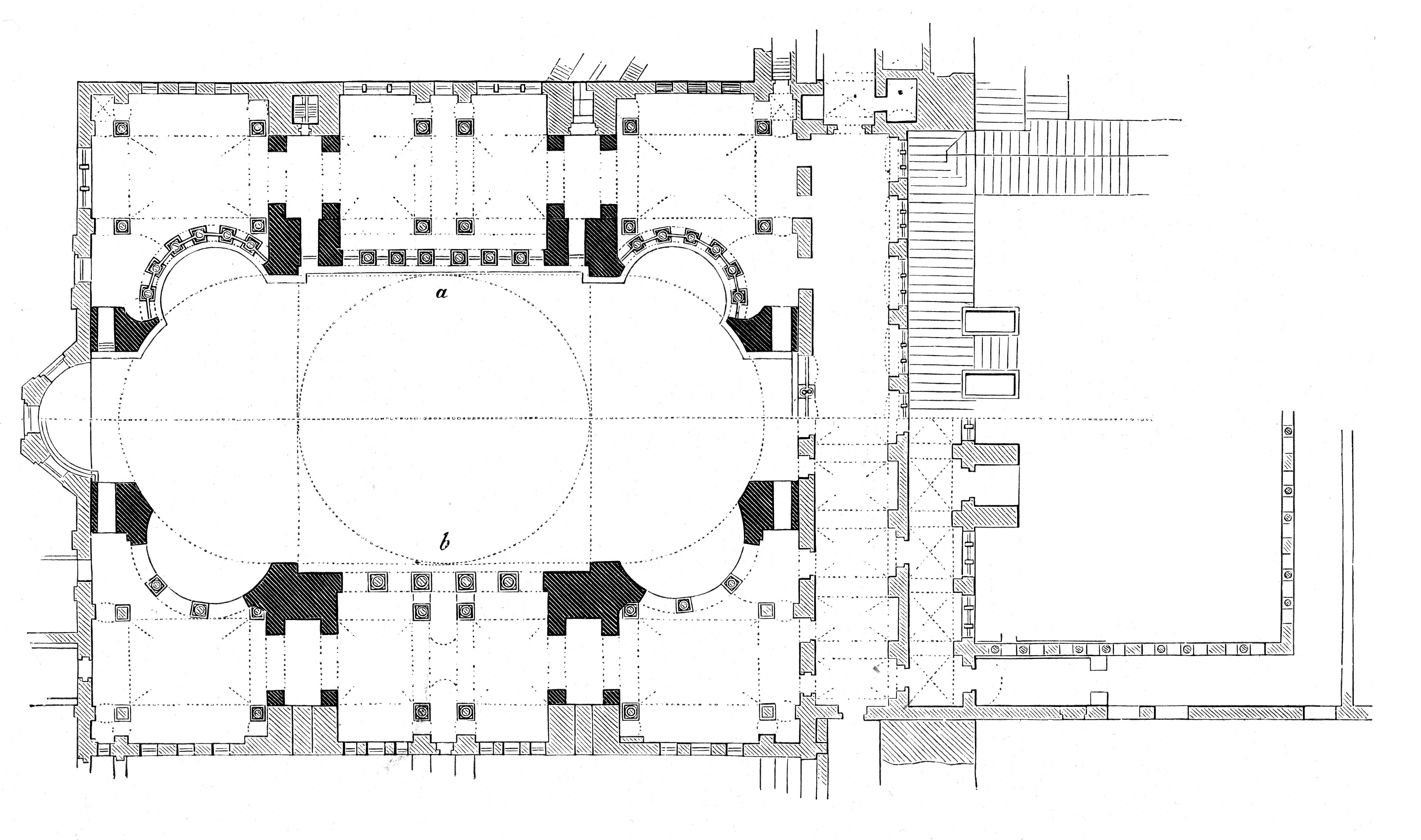
Santa Sofía, Estambul
a) Plano de la galería (mitad superior)
b) Plano de la planta (mitad inferior)

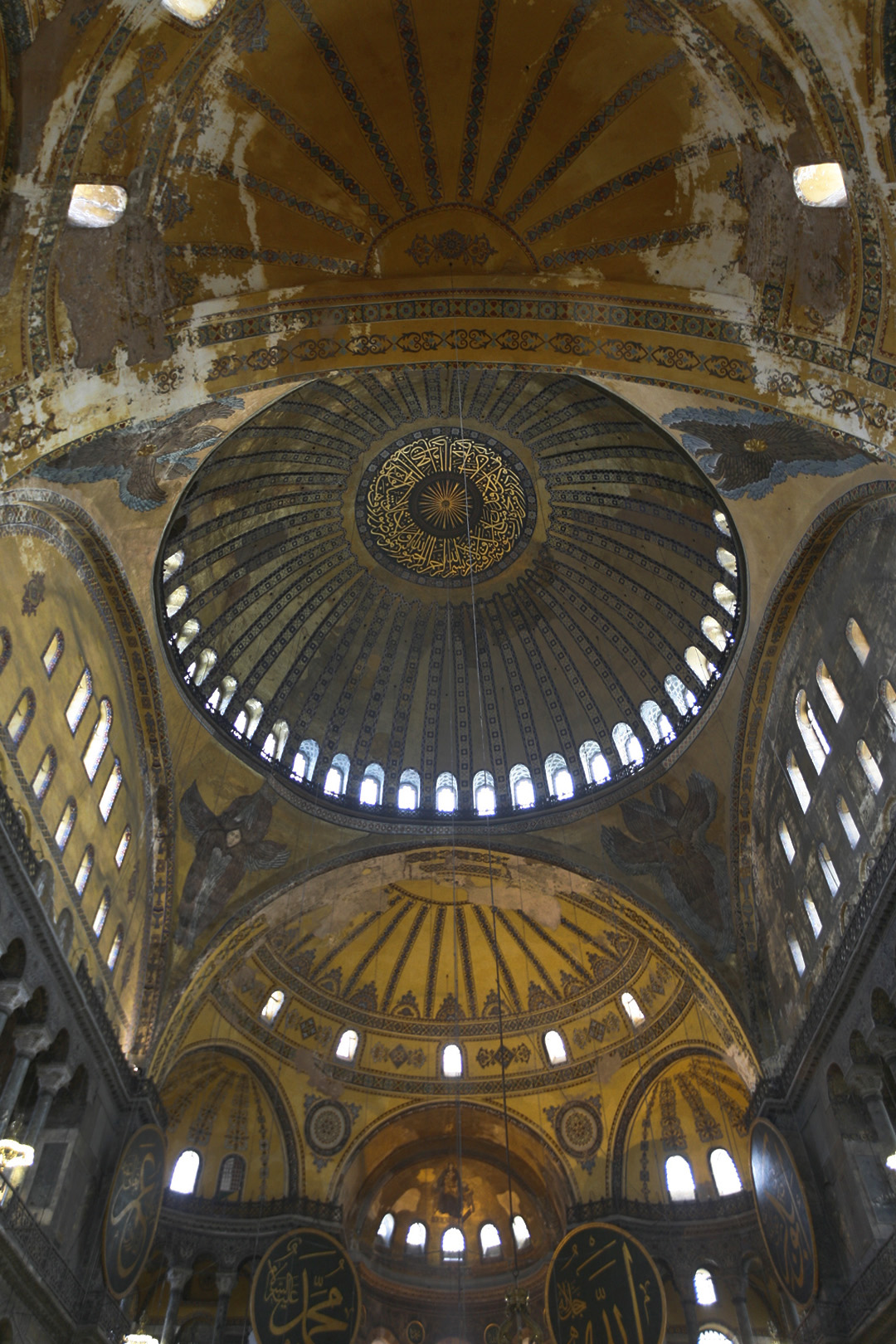
La bóveda de la nave de Santa Sofía, Estambul (año 562)

La importancia en el cristianismo del agua en el rito bautismal se reflejó en la escala de la arquitectura de los baptisterios. El más antiguo, el Baptisterio de Letrán de Roma, construido en 440, marcó la tendencia de diseñar edificios octogonales. De hecho, la pila bautismal situada dentro de estos edificios era a menudo octogonal, aunque en el Baptisterio de Pisa, el más grande de Italia (construido entre 1152 y 1363), es circular, aunque posee una fuente octogonal. Mide 54,86 metros (180 pies) de alto, con un diámetro de 34,13 metros (112 pies) (una proporción de 8:5). Ambrosio de Milán escribió que las pilas y los baptisterios eran octogonales "porque al octavo día, al resucitar, Cristo acaba con la esclavitud de la muerte y recibe a los muertos de sus tumbas".
San Agustín describió de manera similar el octavo día como "eterno ... santificado por la resurrección de Cristo". El Baptisterio de San Juan (Florencia) (construido entre 1059 y 1128) también es octogonal. Es uno de los edificios más antiguos de la ciudad, y uno de los últimos en la tradición directa de la antigüedad clásica. Llegó a convertirse en un ejemplo extremadamente influyente en el Renacimiento florentino posterior, ya que los principales arquitectos, incluidos Francesco Talenti, Alberti y Brunelleschi, lo utilizaron como modelo de arquitectura clásica.
El número cinco se usa "exuberantemente" en la Iglesia de peregrinación de San Juan Nepomuceno en Zelená (construida en 1721), cerca de Žďár nad Sázavou en la República Checa, diseñada por Jan Blažej Santini Aichel. La nave es circular, rodeada por cinco pares de columnas y cinco cúpulas ovaladas que se alternan con ábsides ojivales. Además, la iglesia tiene cinco puertas, cinco capillas, cinco altares y cinco estrellas; una leyenda afirma que cuando Juan Nepomuceno fue martirizado, cinco estrellas aparecieron sobre su cabeza. La repetición de grupos de cinco elementos también puede simbolizar las cinco llagas de Jesucristo y las cinco letras de "Tacui" (en latín: "Guardé silencio" [sobre los secretos del confesonario]).
Antoni Gaudí utilizó una amplia variedad de estructuras geométricas, algunas de las cuales eran superficies mínimas, en el Templo Expiatorio de la Sagrada Familia, Barcelona, que comenzó en 1882 y no se completó hasta el siglo XXI. Entre estas superficies se incluyen paraboloides hiperbólicos e hiperboloides de revolución, teselados, arcos catenarios, catenoides, helicoides y superficies regladas. Esta variada mezcla de geometrías se combina creativamente de diferentes formas en la iglesia. Por ejemplo, en la Fachada de la Pasión de la Sagrada Familia, Gaudí ensambló "ramas" de piedra en forma de paraboloides hiperbólicos, que se superponen en sus puntas (directrices) sin, por tanto, encontrarse en un punto. En contraste, en la columnata hay superficies paraboloidales hiperbólicas que se unen suavemente a otras estructuras para formar superficies ilimitadas. Además, Gaudí se valió de patrones naturales, en sí mismo matemáticos, con columnas con diseños derivados de las formas de los árboles, y dinteles de basalto sin modificar, naturalmente agrietados (por enfriamiento de la roca fundida) en columnas exagonales.
El 1971 se inauguró la Catedral de Santa María de la Asunción de San Francisco, que tiene una cubierta compuesta por ocho segmentos de paraboloide hiperbólico, dispuestos de manera que la sección transversal horizontal inferior del techo es un cuadrado y la sección transversal superior es una cruz cristiana. El edificio es un cuadrado de 77,7 metros (254,9 pies) de lado, con una altura de 57,9 metros (190 pies) de alto. La Catedral de Brasilia, erigida en 1970 por Oscar Niemeyer, hace un uso diferente de una estructura en forma de hiperboloide: está construida mediante 16 vigas de hormigón idénticas, cada una con un peso de 90 toneladas, dispuestas en un círculo para formar un hiperboloide de revolución. Las 16 vigas blancas recuerdan la forma de unas manos orando hacia el cielo. Solo la cúpula es visible desde el exterior: la mayor parte del edificio está bajo tierra.
Varias iglesias nórdicas medievales son redondas, incluidos cuatro en la isla danesa de Bornholm. Una de los más antiguas, la iglesia de Østerlars (c. 1160), posee una nave circular alrededor de una enorme columna circular de piedra, perforada con arcos y decorada con un fresco. La estructura circular tiene tres pisos y aparentemente fue fortificada, habiendo servido el suelo superior de estructura defensiva.

|  |  |  |

|  |  |  |

## Decoración matemática

### Decoración arquitectónica islámica
Los edificios islámicos a menudo están decorados con patrones geométricos, que generalmente utilizan varios teselados matemáticos, formados por baldosas de cerámica (denominadas zellige, y cuyo estilo se conoce como girih) que pueden ser lisas o decoradas con rayas. Las simetrías, como las estrellas con seis, ocho o múltiplos de ocho puntas, se utilizan en los patrones de decoración islámicos. Algunos de estos se basan en el motivo del sello de 'Khatem Sulemani' o de Salomón, que es una estrella de ocho puntas formada por dos cuadrados, uno girado a 45 grados respecto al otro y con el mismo centro. Los patrones islámicos explotan muchos de los 17 posibles grupos del papel pintado. Ya en 1944, Edith Müller demostró que la Alhambra hacía uso de 11 de estos grupos en sus decoraciones, mientras que en 1986 Branko Grünbaum afirmó haber encontrado hasta 13 grupos en la Alhambra, afirmando de manera controvertida que los cuatro grupos restantes (hasta un total de 17) no se encuentran en ninguna parte de la ornamentación islámica.
|  |  |

### Decoración arquitectónica moderna
Hacia finales del siglo XX, los arquitectos recurrieron a nuevas construcciones matemáticas como la geometría fractal y el mosaico aperiódico con el fin de obtener revestimientos novedosos y atractivos para sus edificios. En 1913, el arquitecto modernista Adolf Loos había declarado que "El ornamento es un crimen", influyendo en el pensamiento arquitectónico durante el resto del siglo XX. En el siglo XXI, los arquitectos están comenzando nuevamente a explorar el uso de la ornamentación, que se ha convertido en un elemento extremadamente diverso. El edificio Harpa, construido en Reikiavik en 2011 por Henning Larsen, incluye lo que parece una pared de cristal de roca compuesta a base de grandes bloques de vidrio. Un edificio de Londres, el Ravensbourne College de la firma Foreign Office Architects (2010), está teselado decorativamente con 28.000 baldosas de aluminio anodizado en rojo, blanco y marrón, dejando paso a ventanas circulares entrelazadas de diferentes tamaños. La teselación utiliza tres tipos de mosaicos, un triángulo equilátero y dos pentágonos irregulares. La Biblioteca Umimirai de Kanazawa, proyectada por Kazumi Kudo, crea una rejilla decorativa hecha de pequeños bloques circulares de vidrio colocados sobre paredes de hormigón liso.
|  |  |  |  |

## Fortificaciones

### Europa
La arquitectura de las fortificaciones evolucionó desde el castillo medieval (defendido por altos muros de mampostería), al concepto de la denominada traza italiana (concebida a base de fosos y de muros bajos y simétricos, capaces de resistir el bombardeo de artillería), idea desarrollada entre mediados del siglo XV y el siglo XIX. La geometría de las formas en estrella fue dictada por la necesidad de evitar zonas muertas donde la infantería atacante pudiera protegerse del fuego defensivo; los lados de los puntos salientes estaban en ángulo para permitir que dicho fuego barriera el suelo y proporcionara fuego cruzado (desde ambos lados) más allá de cada punto saliente. Entre los conocidos arquitectos que en algún momento diseñaron tales defensas se encuentran Miguel Ángel, Baldassarre Peruzzi, Vincenzo Scamozzi y Vauban.
El historiador de la arquitectura Sigfried Giedion argumentó que la fortificación en forma de estrella tuvo una influencia formativa en el patrón renacentista de la ciudad ideal: "El Renacimiento quedó hipnotizado por un tipo de ciudad que durante un siglo y medio, desde Filarete hasta Scamozzi, quedó grabado en todos los esquemas utópicos: este esquema es la ciudad en forma de estrella ".
|  |  |  |

### China

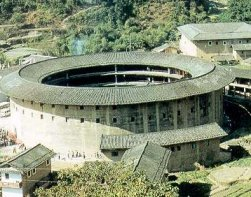
Un tulou en Yongding, Fujian

En la arquitectura china, los tulou de Fujian, con algunos ejemplos que datan del siglo XVI, son estructuras defensivas comunales circulares con muros lisos y una sola puerta de madera chapada en hierro. Los muros se rematan con tejados que se inclinan suavemente tanto hacia el exterior como hacia el interior, formando un anillo. El centro del círculo es un patio adoquinado abierto, a menudo con un pozo, rodeado de galerías de madera de hasta cinco pisos de altura.

## Modelos medioambientales

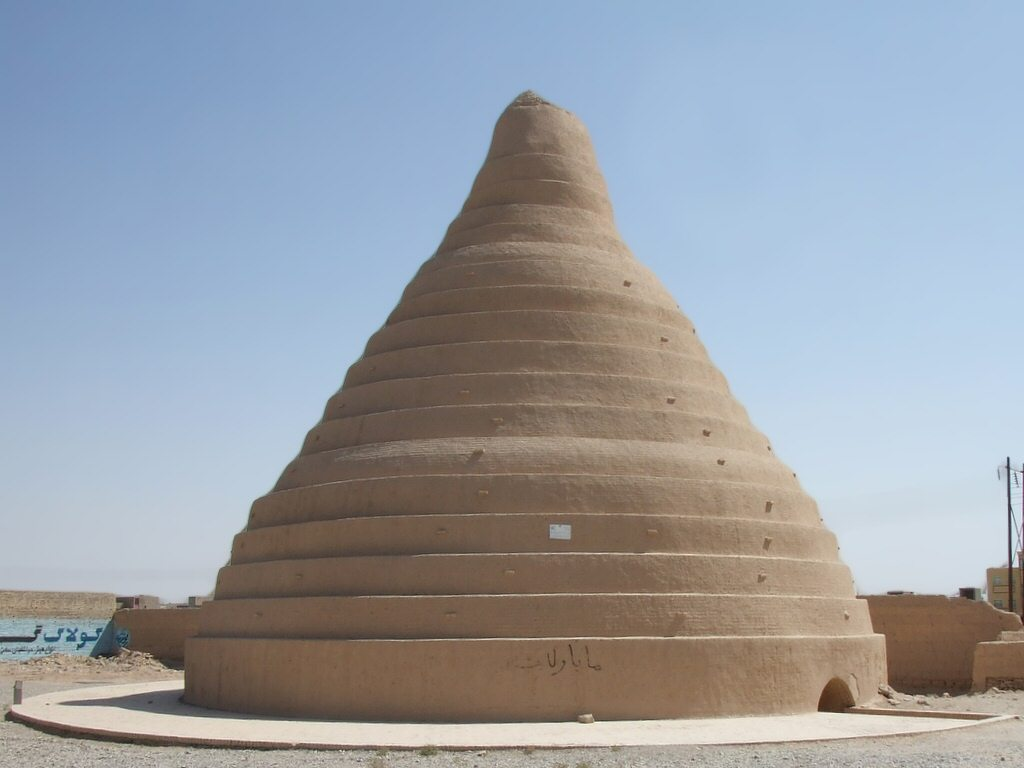
Un yakhchal en Yazd, Irán

Los arquitectos también pueden seleccionar la forma de un edificio para satisfacer algunos objetivos ambientales. Por ejemplo, Foster and Partners diseñaron el rascacielos localizado en el 30 St Mary Axe de Londres, conocido como "The Gherkin" (El Pepinillo) por su forma similar a un pepino. El edificio es un sólido de revolución concebido mediante diseño paramétrico. Su geometría no se eligió solamente por razones puramente estéticas, sino también para minimizar las corrientes de aire de los remolinos que podrían formarse en su base. A pesar de la superficie aparentemente curva del edificio, todos los paneles de vidrio que forman su recubrimiento son planos, excepto la cubierta de la parte superior. La mayoría de los paneles son cuadriláteros, ya que se pueden obtener a partir de vidrios rectangulares con menos desperdicio que los paneles triangulares.
El tradicional yakhchal (pozo de hielo) de Persia funciona como un sistema de refrigeración por evaporación. Sobre el suelo, la estructura tiene forma de cúpula, pero dispone de un espacio de almacenamiento subterráneo para el hielo y, a veces, también para la comida. El espacio subterráneo y la construcción gruesa resistente al calor aíslan el espacio de almacenamiento durante todo el año. El espacio interno a menudo se enfría aún más mediante la captación de viento. El hielo estaba disponible en verano para elaborar el postre helado conocido como faloodeh.